# فربيون ملطخ
الفربيون الملطخ (باللاتينية: Euphorbia maculata) نوع نباتي يتبع جنس الفربيون من الفصيلة اللبنية.

## الموئل والانتشار
موطنه أمريكا الشمالية وانتشر منها إلى مناطق أخرى بما في ذلك المغرب العربي وبعض مناطق أوروبا.